# كريستان هيدالغو
كريستان هيدالغو (بالإسبانية: Cristian Hidalgo González) (21 شتنبر 1983 برشلونة إسبانيا - ) هو لاعب كرة قدم إسباني.

## وصلات خارجية
كريستان هيدالغو على موقع قاعدة بيانات كرة القدم.إي يو (الإنجليزية)
- كريستان هيدالغو على موقع Soccerway.com (الإنجليزية)